# Баварські Альпи
47°38′ пн. ш. 11°46′ сх. д. / 47.64° пн. ш. 11.77° сх. д.

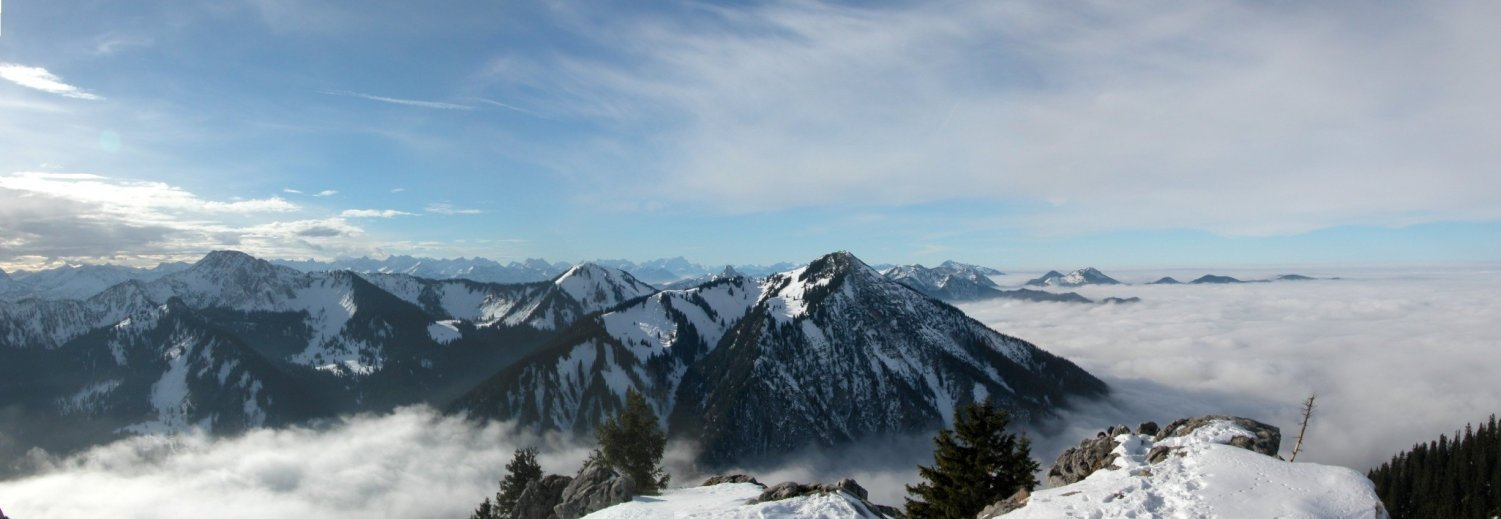
Вид на Мангфальські гори з гори Боденшнайд
(західніше від Вальбергу)

Назва Баварські Альпи у широкому розумінні охоплює частину гірського масиву Альп, що знаходиться на території землі Баварія у Німеччині. Баварія є єдиною з федеральних земель Німеччини, де частково пролягає гірський масив Альп.
Також під назвою Баварські Альпи можуть розуміти ту частину Альп, яка простягається між річками Лех та Залах на території Німеччини. Таке більше вузьке розуміння, однак, звужує географічне охоплення територій, не включаючи до Баварських Альп Альгойські Альпи, що входять до складу Баварії порівняно недавно, та Берхтесгаденські Альпи.
Така назва є частовживаною, хоча і не відповідає прийнятій класифікації Східних Альп, що використовується альпійськими союзами у німецькомовних країнах. Також, не слід плутати назву Баварські Альпи з назвою Баварські Предальпи, адже остання охоплює лише баварську частину предальп між річками Лойзах на заході на Інн на сході.

## Гірські масиви та найвищі точки

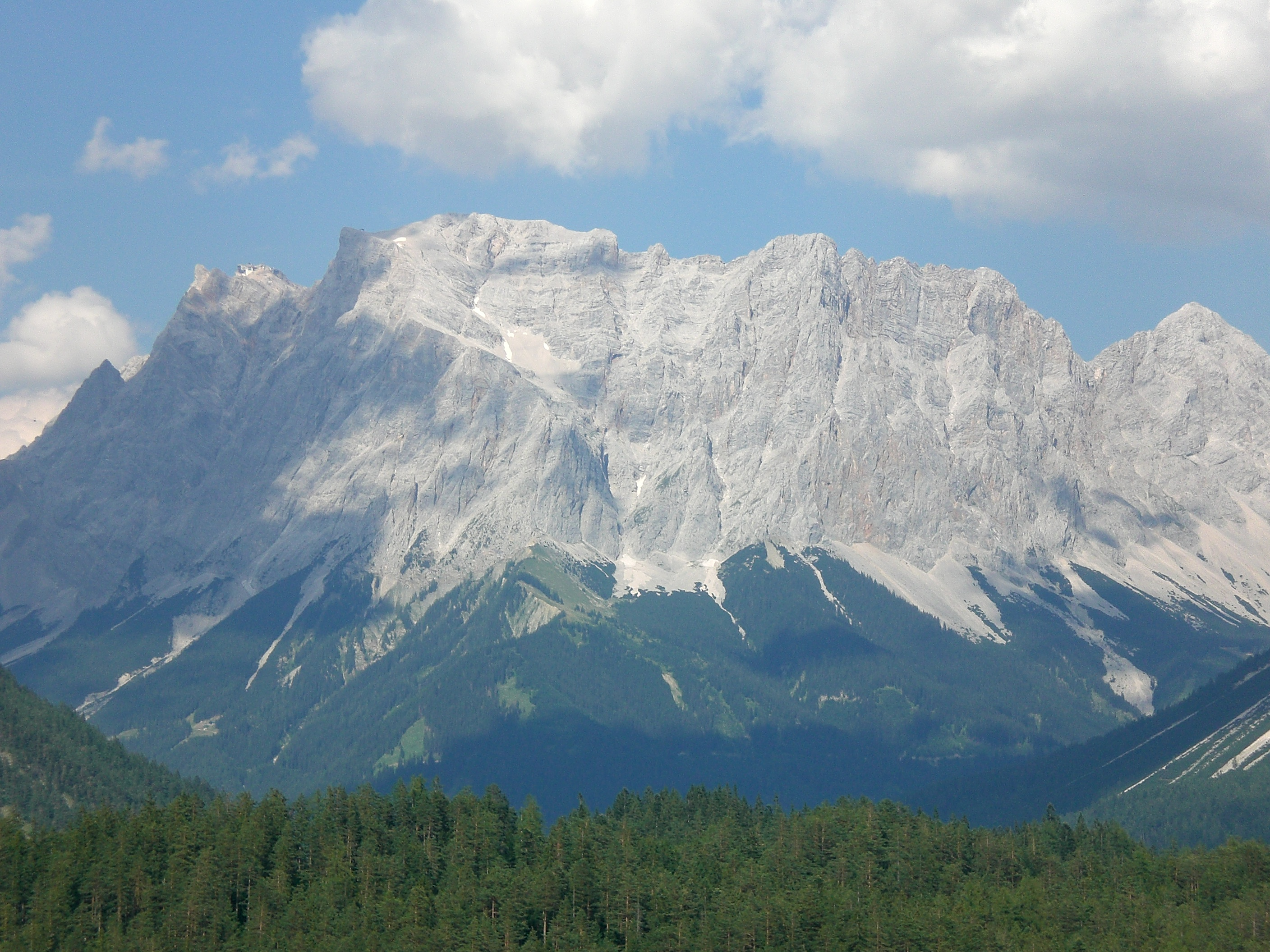
Масив Цугшпітце. Вид з південного заходу

Баварські Альпи у широкому розумінні складаються з декількох гірських масивів, що наведені у табличці нижче, в порядку з заходу на схід. Перелічено лише ті найвищі точки, що територіально знаходяться у Баварії — наприклад, найвищою точкою Альгойських Альп вважається г. Гроссер Кроттенкопф (нім. Großer Krottenkopf), яка знаходиться в австрійському регіоні Тироль, і тому відсутня в таблиці.
Найвищий пік Баварських Альп — як і найвища точка Німеччини взагалі — Цугшпітце (2962 м.), що знаходиться у західній частині гірського масиву Веттерштайн та має характерний Альпійський профіль.
| Гірська група          | Приналежність до Баварських Альп | Найвища точка в Баварії  | Висота (м.) |
| ---------------------- | -------------------------------- | ------------------------ | ----------- |
| Альгойські Альпи       | частково                         | Гохфроттшпітце           | 2649        |
| Аммергаузькі Альпи     | переважно                        | Кройцшпітце              | 2185        |
| Веттерштайн            | частково                         | Цугшпітце                | 2962        |
| Баварські Предальпи    | частково                         | Кроттенкопф              | 2086        |
| Карвендель             | частково                         | Східний Карвендельшпітце | 2538        |
| Хімгаузькі Альпи       | переважно                        | Зоннтагсгорн             | 1961        |
| Берхтесгаденські Альпи | частково                         | Вацманн                  | 2713        |

1. 1 2 3 4 5  data.europa.eu
2. ↑  Баварські Предальпи: включаючи Естерські гори, Вальгензейські гори, Бенедіктенванд
 та Мангфальські гори
3. ↑  Карвендель: Основа частина лежить у регіоні Тироль (Австрія)